# Institut for Sociologi og Socialt Arbejde
Institut for Sociologi og Socialt Arbejde er et institut på Aalborg Universitet under det Det Samfundsvidenskabelige Fakultet.
Instituttet ledes af en institutleder og beskæftiger ca. 130 medarbejdere, og bestående af bl.a. af sociologer, statistikere, økonomer, psykologer, socialrådgivere, samt teknisk og administrativt personale.

## Uddannelser
- Socialrådgiver (professionsbachelor)
- Sociologi (bachelor og kandidat)
- Socialt arbejde (kandidat)
- Udsatte børn og unge (master)
- Humanistisk Palliation – (master)
- HA/cand.merc. (bachelor og kandidat)
- Politik og Administration (bachelor og kandidat)
- Samfundsfag (bachelor og kandidat)
- Kriminologi (kandidat)
- Advanced Development in Social Work (kandidat, ERASMUS Mundus)